# Edificio Mónaco
El Edificio Mónaco fue uno de los bienes inmuebles propiedad del narcotraficante colombiano Pablo Escobar, y uno de los más famosos del criminal, junto a la Hacienda Nápoles.
Estaba ubicado en la Carrera 44 n.º 15 Sur 31, en el reconocido y exclusivo barrio de El Poblado, en el corazón de la ciudad de Medellín. Era una mansión blanca de hormigón con 8 pisos, tenía 2 piscinas, una cancha de tenis, un búnker, 12 apartamentos, dos áticos y contenía la famosa colección de autos de lujo del narcotraficante en tamaño natural, distribuidos en 34 parqueadores.

## Historia
El edificio Mónaco, fue adquirido por Pablo Escobar a mediados de los años ochenta y sirvió de residencia para la familia del capo. El edificio albergaba la fabulosa colección de autos de lujo del narcotraficante La familia del capo y él mismo se asentaron allí desde 1986, y ocupaban uno de los dos áticos del edificio.

### Atentado
El 13 de enero de 1988, en horas de la mañana, 80 kilos de dinamita fueron detonados en un automóvil modelo Toyota de color gris que se estacionó en la portería del edificio por delincuentes que seguían las órdenes de Pacho Herrera del Cartel de Cali, con el fin de acabar con la vida de Escobar, su esposa e hijos.
Las consecuencias fueron destrucción de obras de arte de la esposa del capo, ligeros daños a algunos de los autos de colección, propiedad de Juan Pablo Escobar y la afectación de la audición de Manuela Escobar, ambos hijos del capo. Ese fue el detonante de la guerra entre los carteles de la droga en Colombia.

### Demolición
El 21 de febrero de 2019 el gobierno colombiano decidió demoler el edificio. La demolición fue el 24 de febrero. La demolición se hizo luego de una ceremonia estatal encabezada por la Alcaldía de Medellín, y contó con amplio cubrimiento mediático y asistencia masiva de espectadores.